# Соровське
Со́ровське (рос. Соровское) — присілок у складі Шадрінського району Курганської області, Росія. Входить до складу Нижньоплевської сільської ради.
Населення — 351 особа (2010, 488 у 2002).
Національний склад станом на 2002 рік: росіяни — 98 %.